# Fabularia
Fabularia es un género de foraminífero bentónico de la familia Fabulariidae, de la superfamilia Alveolinoidea, del suborden Miliolina y del orden Miliolida. Su especie tipo es Fabularia discolites. Su rango cronoestratigráfico abarca desde el Luteciense hasta el Bartoniense inferior (Eoceno medio).

## Clasificación
Fabularia incluye a las siguientes especies:
- Fabularia alpani †
- Fabularia bella †
- Fabularia colei †
- Fabularia depressa †
- Fabularia discolites †
- Fabularia discolithus †
- Fabularia donatae †
  - Fabularia donatae llburnica †
- Fabularia gunteri †
- Fabularia hanzawai †
- Fabularia howchini †
- Fabularia lata †
- Fabularia roselli †
- Fabularia vaughani †
- Fabularia verseyi †